# Mount Juliet Golf Club
Mount Juliet Golf Club is een golfclub in Thomastown in de county Kilkenny in Ierland en maakt deel uit van de Mount Juliet Estate.
De Schotse graaf van Carrick noemde zijn landgoed naar zijn echtgenote Juliet. Door het landgoed loopt de rivier de Nore.
In 1987 werd het landgoed verkocht aan de Kileen Group, die er een Golf & Spa Hotel, stallen en huizen bouwde. In 2002 werd het hotel met stallen en golfbaan overgenomen door Conrad Hotels, dat onder Hilton Worldwide opereert.

## Golf
De baan heeft een par van 72.
De golfbaan werd door Jack Nicklaus ontworpen en in 1991 geopend.
Toernooien
- Iers Open: 1993, 1994, 1995
- AIB Irish Seniors Open: 1999
- WGC - American Express Golf Championship: 2002, 2004
- National Putting Championship, ieder jaar

In 1998 werd in het kader van de Shell's Wonderful World of Golf een demonstratiewedstrijd gespeeld door Tom Watson en Fred Couples.

## Andere sporten
Bij de golfclub is een paardenstal. Er mag vrij over het landgoed gereden worden, maar er zijn ook hindernissen neergezet om met de paarden te springen. Er zijn ook tennisbanen en gasten kunnen kleiduivenschieten.

## Hotels
- Mount Juliet House werd in de 18de eeuw gebouwd en in 1989 als hotel geopend. Er zijn 31 kamers.
- De 16 Clubhouse Rooms bevinden zich in een gebouw bij het clubhuis.
- Het Walled Garden House is moderner ingericht.
- De Chauffeurs Lodge en de Rose Garden Lodges hebben ieder slechts twee suites.